# 로럴 홀러먼
로럴 홀러먼(Laurel Holloman, 1968년 5월 23일 ~ )는 미국의 배우이다.

## 출연 작품
- L워드 시즌1 (2004)
- 라스트 볼 (2001)
- 얼론 (2001)
- 러브 인 텍사스 (2000)
- 루저 러브 (1999)
- 텀블위즈 (1999)
- 스탬프 앤 딜리버 (1998)
- 프리폰테인 (1997)
- 사랑의 이름으로 (1997)
- 부기 나이트 (1997)
- 두 소녀의 놀라운 모험 (1995)